# Любашево
Люба́шево (бел. Люба́шава) — деревня в Ганцевичском районе Брестской области Белоруссии. Административный центр Любашевского сельсовета. Население — 864 человека (2019).

## География
Деревня Любашево примыкает с севера к городу Ганцевичи, фактически являясь его северным пригородом. Через Любашево проходит местная автодорога Ганцевичи — Ляховичи и ж/д линия Барановичи — Лунинец, есть ж/д станция. Местность принадлежит бассейну Днепра, двумя километрами восточнее течёт река Цна. В километре к северу от деревни ранее существовало Любашевское водохранилище, наполнявшееся водами Цны (ныне спущено).

## История
Первое упоминание о Любашево датируется XVI веком. Село было в шляхетской собственности.
После второго раздела Речи Посполитой (1793) в составе Российской империи, в Слуцком уезде Минской губернии.
В XIX веке имение принадлежало роду Свежинских. В 1879 году действовала православная Варваринская деревянная церковь. Согласно переписи 1897 года — 61 двор, 407 жителей, хлебозапасный магазин и часовня. В конце XIX века через Любашево прошла ж/д, построена станция. В это же время по соседству основан город Ганцевичи, куда сместился из Любашево региональный центр.
Неподалёку от деревни располагалась усадьба Подбелых в урочище Двор (фольварк Любашево).
В феврале 1918 года занята германскими войсками, в марте 1919 года — войсками Польши. Согласно Рижскому мирному договору (1921) деревня вошла в состав межвоенной Польши, где принадлежала Лунинецкому повету Полесского воеводства. В 1921 году деревня насчитывала 108 домов, 668 жителей. С 1939 года в составе БССР. В округе организован колхоз имени Будённого.
С 30 июня 1941 года по 7 июля 1944 года оккупирована немцами. Были расстреляны депутаты (кроме одного, который сбежал и ушёл в партизаны. Позже погиб). 40 жителей села погибли в войну, в 1973 году в их память в центре деревни установлен памятник — скульптура воина.
В послевоенное время в деревню был перевезён и приспособлен под школу деревянный дом из бывшей дворянской усадьбы Подбелых, находившейся в урочище Двор между деревнями Сукач и Круглица (недалеко от Любашево). Восстановлен колхоз, объединивший местные колхозы в один крупный — «Беларусь».
В 1948 году проведена радиофикация.
У колхоза имеется машинно-тракторный парк.
В 1950-е магазин открыт в современном здании, а также библиотека.
В 1957 году в деревне открыт фельдшерско-акушерский пункт, но собственное здание получил лишь в 1992 году (бывшее здание сельского Совета).
В 1958 году построено здание администрации колхоза в центре деревни, которое позже стало домом культуры.
В 1960-е открыто отделение связи.
В 1974 в 1 км от деревни создано Любашевское водохранилище
В 1978 году построена баня.
В советское время в деревне размещались базовая школа, (бывшая усадьба Подбелых), детский сад. ФАП, библиотека, исполком, магазины, колхоз «Родина», машинно-тракторный парк.
В 1999 г. вода из водохранилища спущена
2003 году открыт новый магазин «Любава».
В 2015 году закрыт фельдшерско-акушерский пункт, окончательно закрыта баня, закрыт дом культуры и школа. Здания выставлены на продажу.

## Инфраструктура
Школа (бывшая усадьба Подбелых) (закрыта), детский сад. ФАП (закрыт), библиотека, исполком, магазины, ОАО «Любашево» (ферма, машинно-тракторный парк.) Также размещается производство минеральной воды «ВоМиЦа», но последнее время деятельность остановлена.

## Культура
- Дом культуры (закрыт)
- Музей ГУО «Любашевская начальная школа» (закрыт)
- Любашевская интегрированная сельская библиотека

## Достопримечательности
- Деревянный дом, служивший школой из бывшей дворянской усадьбы Подбелых[7]

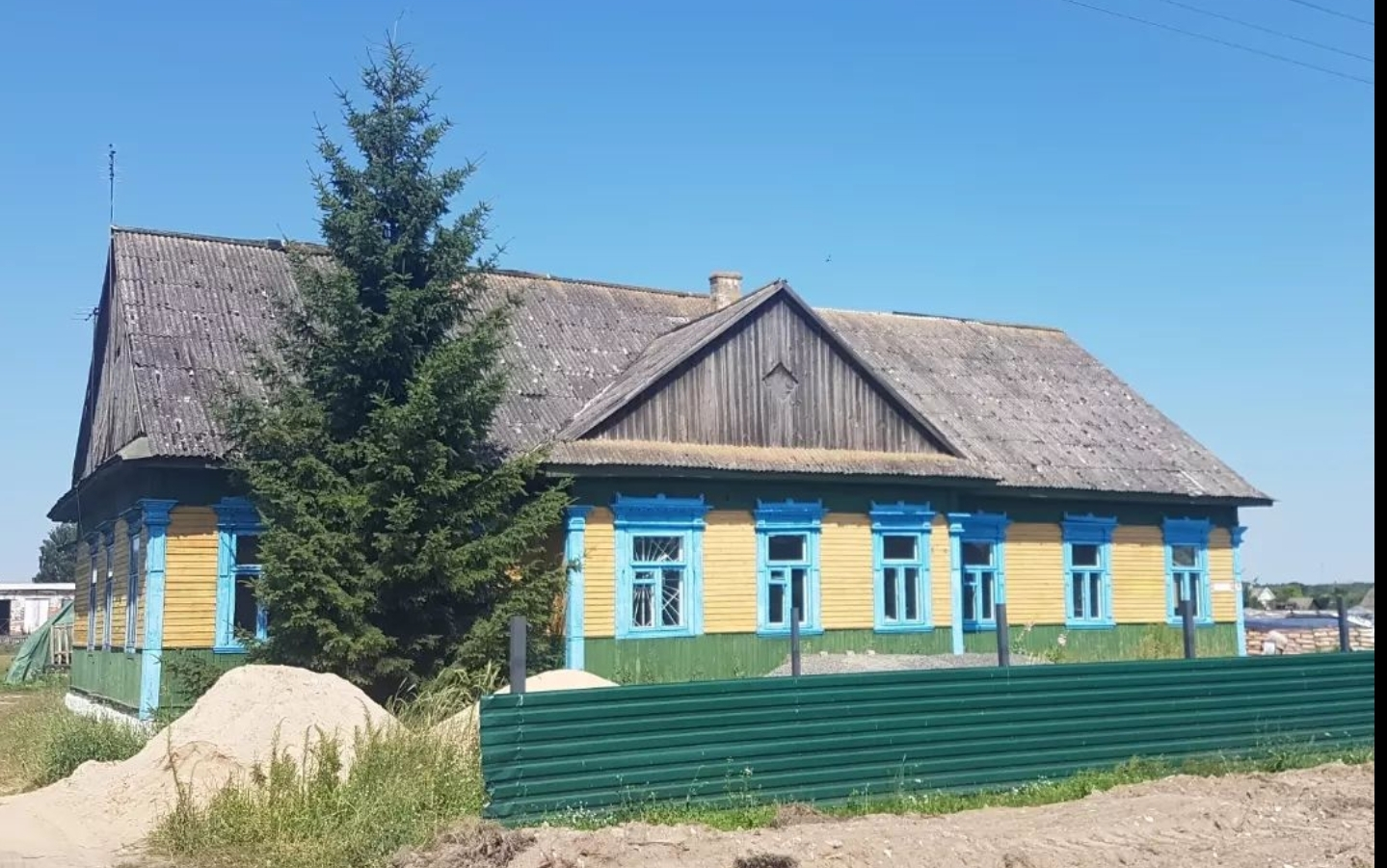
Бывшая усадьба Подбелых и школа в Любашево. Лето 2023

- Памятник землякам, погибшим в войну.